# 占星術殺人事件
『占星術殺人事件』（せんせいじゅつさつじんじけん）は、1981年に発表された島田荘司の推理小説。著者のデビュー作であり、同作家の人気シリーズである御手洗潔シリーズの第1作である。
1980年に第26回江戸川乱歩賞に応募された『占星術のマジック』を改稿・改題した作品である。「読者への挑戦状」が挿入されている。なお、『占星術のマジック』は江戸川乱歩賞の第三次選考（最終候補）にまで残るが落選（受賞作は、井沢元彦の『猿丸幻視行』）。
『週刊文春』が推理作家や推理小説の愛好者ら約500名のアンケートにより選出した「東西ミステリーベスト100」の国内編で、本作は1985年版で21位に、2012年版では3位に選出されている。
2014年1月、イギリスの有力紙『ガーディアン』で本作が「世界の密室ミステリーベスト10」の第2位に選ばれた。

## あらすじ
40年前の殺人事件
1936年2月26日、二・二六事件が発生したその日、猟奇的で難解を極める事件が起きた。画家の梅沢平吉が、自宅の密室状態のアトリエで殺された。そして、現場に残された遺書ともとれる手記には怪奇的な内容が記されていた。それは若い6人の処女から、それぞれの星座に合わせて体の一部分を切り取り、それらを合成して完璧な肉体を持つ女性「アゾート」を作成するというものだった。
その後、平吉の6人の若い娘・姪が全員失踪し、それぞれ頭、肩、胸、腰、大腿部、下足部が切り取られた状態で発見された。また、少し年上の、既に家を出ていた長女も殺害された。はたしてアゾートは作成されたのか？ されたとすれば、アゾートはどこにあるのか？ そして犯人は誰なのか？ 幾多の謎は解かれることなく、占星術殺人と名づけられたこの事件は、やがて迷宮入りとなった。
御手洗による調査開始
それから約40年後の1979年、飯田美沙子という女性が御手洗潔の占星学教室にやってくる。亡くなった元警察官の父親・竹越文次郎の遺品を整理していたところ、「自分こそが占星術殺人で切り取られた体を、各地に運んだ人間なのだ」ということを告白した手記を見つけたが、警察に持ち込むのはさすがにためらわれたため、探偵のような才能もあると評判の御手洗の元に持ってきたのだという。
それまで、ほとんど占星術殺人のことを知らなかった御手洗だったが、これをきっかけに石岡和己からこの事件のあらましを改めて聞き、珍しく興味を示す。

## 登場人物
御手洗潔
占星術師。かなりの変わり者。
石岡和己
御手洗の親友。御手洗に占星術殺人のことを教える。

## 書誌情報
|                                                                 | 出版社            | 発行年月      | ISBN              |
| --------------------------------------------------------------- | ----------------- | ------------- | ----------------- |
| 占星術殺人事件※初版第一刷のみ御手洗「清志」・石岡「一美」表記。 | 講談社            | 1981年12月    | 4-06-130820-3     |
| 占星術殺人事件                                                  | 講談社ノベルス    | 1985年2月5日  | 4-06-181168-1     |
| 占星術殺人事件                                                  | 講談社文庫        | 1987年7月15日 | 4-06-183371-5     |
| 占星術殺人事件 愛蔵版                                           | 講談社            | 1988年7月     | 4-06-203860-9     |
| 占星術殺人事件                                                  | 光文社文庫        | 1990年11月    | 978-4334712426    |
| The Tokyo Zodiac Murders                                        | IBCパブリッシング | 2004年6月     | 4925080814        |
| 島田荘司全集 I 占星術殺人事件 斜め屋敷の犯罪 死者が飲む水       | 南雲堂            | 2006年9月     | 978-4523264217    |
| 占星術殺人事件 改訂完全版                                       | 講談社ノベルス    | 2008年1月11日 | 978-4-06-182571-0 |
| 占星術殺人事件 改訂完全版                                       | 南雲堂            | 2008年2月     | 978-4-523-26471-2 |
| 占星術殺人事件 改訂完全版                                       | 講談社文庫        | 2013年8月10日 | 978-4-06-277503-8 |

## 金田一少年の事件簿のトリック流用
漫画『金田一少年の事件簿』の「異人館村殺人事件」において本作のトリックを流用したことが指摘され、後に発売された関連書籍では出典と注釈が記載された。
『占星術殺人事件』自体の映像化を望まない島田によってドラマ版の「異人館村殺人事件」は欠番となっており、アニメ化も行われなかった。その後、このエピソードの演出を手掛けた堤幸彦の演出で島田の『占星術殺人事件』『暗闇坂の人喰い木』が映像化の候補にされたこともあったが、堤が辞退したために白紙になった。数年後に小林義則の演出で御手洗潔シリーズがドラマ化・映画化された際にも『占星術殺人事件』は映像化されなかった。
島田自身も先行作品と同一のトリックを使用したと騒がれた作品があり、法的にはトリックは著作権保護の対象にはならないので許可を取らなくても問題はなかった。島田の作品や『金田一少年の事件簿』を出版している講談社の判断でこのような特例的な対応が行われたものと思われる。

## その他の関連作品
- 大相撲殺人事件（小森健太朗） - 力士の体の一部分が持ち去られる連続殺人を描いた「最強力士アゾート」という一編が収録されており、登場人物が本作に言及する描写がある。
- 六枚のとんかつ（蘇部健一）- トリックが違った形で流用されており、作者が「読者への挑戦状」で触発されて書いたと述べている。書籍には本作についての注意書きがある。
- 彼は残業だったので（松尾詩朗）- 切断され、燃やされた殺人事件が起こる、『占星術殺人事件』のオマージュ作品として書かれている。島田荘司が推薦文を寄せている。
- 六蠱の躯（三津田信三） - 作中で「六蠱の躯」という、女性ばかりを狙ったバラバラ殺人の儀式が行われ、作中で『占星術殺人事件』の言及がある。
- デッドマン（河合莞爾）- 作中で死体の一部が持ち去られ、繋げられるという「アゾート殺人」が起こる。なお、横溝正史ミステリ大賞の選考委員であった綾辻行人は『占星術殺人事件』に「真っ向勝負」と評した。